# Jowulu
Jowulu, aussi appelé jo, est une langue mandée parlée au Burkina Faso et au Mali.